# Jatropha pandurifolia
Espèce
Synonymes
- Adenoropium hastatum (Jacq.) Britton & P.Wilson[2]
- Adenoropium integerrimum (Jacq.) Pohl[2]
- Adenoropium pandurifolium (Andrews) Pohl[2]
- Jatropha acuminata Desr.[2]
- Jatropha coccinea Link[2]
- Jatropha diversifolia A.Rich.[2]
- Jatropha glaucovirens Pax & K.Hoffm.[2]
- Jatropha hastata Jacq.[2]
- Jatropha integerrima var. coccinea (Link) N.P.Balakr.[2]
- Jatropha moluensis Sessé & Moc.[2]
- Jatropha pandurifolia Andrews[2]

Jatropha pandurifolia est une espèce de plantes à fleurs de la famille des Euphorbiaceae et du genre Jatropha.
Selon Plants of the World Online, c'est un synonyme de Jatropha integerrima.

## Liste des variétés
Selon Tropicos (28 décembre 2017) (Attention liste brute contenant possiblement des synonymes) :
- variété Jatropha pandurifolia var. coccinea (Link) Pax
- variété Jatropha pandurifolia var. latifolia Pax